# Mesembryanthemum caudatum
Mesembryanthemum caudatum är en isörtsväxtart som beskrevs av L. Bol. Mesembryanthemum caudatum ingår i Isörtssläktet som ingår i familjen isörtsväxter. Inga underarter finns listade i Catalogue of Life.